# دوري جرينلاند لكرة القدم 2004
دوري جرينلاند لكرة القدم 2004 هو موسم من دوري جرينلاند لكرة القدم. فاز فيه FC Malamuk ‏.